# Портокарреро, Мельчор
Мельчор Антонио Портокарреро и Лассо де ла Вега, 3-й граф де Монклова (исп. Melchor Antonio Portocarrero y Laso de la Vega, 3er Conde de Monclova; 1636, Мадрид — 15 сентября, 1705, Лима) — испанский военный и колониальный чиновник, вице-король Новой Испании с 1686 по 1688, вице-король Перу с 1689 по 1705.

## Военная карьера
Мельчор Портокарреро в звании генерал-лейтенанта кавалерии сражался под руководством Хуана Австрийского Мл. в Сицилии, Фландрии, Каталонии и Португалии. В 1658 году в битве при Дюнкерке он потерял правую руку, после чего ему изготовили протез из серебра, а солдаты стали называть его «серебряная рука» (исп. Brazo de Plata).
Мельчор Портокарреро также находился на службе в Совете Индии и в Королевском военном Совете по Индии.

## Вице-король Новой испании
17 апреля 1686 года Портокарреро был назначен королём Карлосом II вице-королём Новой Испании. В Мехико он прибыл только 30 ноября 1688 года и с этого дня официально отсчитывается его срок пребывания в должности.
В его правление велась активная работа по сопротивлению англичанам и французам, набиравшим влияние в регионе.
Мельчор Портокарреро заказал строительство нового акведука для водоснабжения Мехико, построенный уже при другом вице-короле акведук имел 904 каменных арки и длину 3908 метров. Часть стоимости Портокарреро оплатил из своих денежных средств. Окончен акведук был только спустя почти сто лет, в 1779 году.
12 августа 1689 года в Новой Испании был основан новый город, получивший название в честь вице-короля Сантьяго-де-ла-Монклова. В городе были поселены 150 семей, а также около 270 хорошо вооружённых мужчин для отражения любой возможной атаки французов, с которыми Испания была тогда в состоянии войны. Также было положено начало строительству множества новых фортов на севере провинции.
По его решению из колонии были высланы почти все иностранные священники, не имевшие разрешения на проповедническую деятельность.

## Вице-король Перу
3 мая 1688 года Портокарреро был назначен на пост вице-короля Перу, он стал последним вице-королём Новой Испании, назначенным с этого поста в Перу. Он передал управление новой Испанией новому вице-королю Гаспару де ла Серда 19 ноября 1688 году, но в Перу не смог отплыть вплоть до следующего года из-за отсутствия транспорта. Отплыв из Акапулько, он прибыл в Перу 11 мая 1689 года.
Важнейшей задачей нового вице-короля стало восстановления Лимы после разрушительного землетрясения, произошедшего 20 октября 1689 года. При нём была восстановлена церковь Копакабана и больница. Также при нём, в 1694 году, была начата реконструкция важнейшего порта Перу в Кальяо.
В его правление произошли ряд разрушительных стихийных бедствий, в 1698 году землетрясение полностью разрушило города Такунха и Амбато, а в 1701 году произошло сильнейшее наводнение в Трухильо.
Скончался Портокарреро в Лиме 15 сентября 1705 года.